# Гљивична упала плућа
Гљивична упала плућа (ГУП) или гљивична пнеумонија  незаразна је инфекција плућа узрокована спорама гљивица.  Може бити озбиљна болест ако се правовремено и правилно не дијагностикује и не лечи. Настаја када се споре гљивица помешају са ваздухом и удахну, или када се неактивна гљивична инфекција поново активира.
Симптоми гљивичне упале плућа су слични симптоми грипа (кашаљ, главобоља, лучење густе слузи, грозница и бол у грудима).

## Етиологија
Пре свега, гљивична пнеумонија се развија када се споре гљивица удишу. Сваки облик ове болести потиче од одговарајућег типа гљивица (приказаних на доњој табели) које су често пореклом из одређених региона.
| Гљиве                   | Опис |
| ----------------------- | --- |
| Coccidioides            | Пореклом из земљишта америчког југозапада, као и делова Централне Америке и Јужне Америке. |
| Histoplasma             | Ове гљиве се развијају из измета одређених врста птица и слепих мишева који се обично налазе у централним и источним пределима Сједињених Америчких Држава, посебно у долинама река Охајо и Мисисипи. Такође потичу из Централне Америке и Јужне Америке, Африке, Азије и Аустралије. |
| Cryptococcus neoformans | Налази се у земљишту и птичјем измету у свим деловима света. |
| Blastomyces             | Живе у трулом дрвету, лишћу и влажном земљишту у средњезападним, јужно-централним и југоисточним државама. |

Поред тога, постоје и опортунистичке гљивичне инфекције, оне су присутне у било ком затвореном или отвореном окружењу, укључујући клиничко или болничко окружење, у коме изазивају болничке инфекције. Најчешћи међу њима су Candida, Aspergillus и Pneumocystis jirovecii,  од којих последње две изазивају гљиивичну упалу плућа.
У начело иако су ове инфекције ретке код здравих одраслих особа, оне имају тенденцију да заразе људе са ослабљеним имунитетом, у које спадају:
- одрасли старости 65 или више година
- мала деца и бебе старе два месеца и млађе
- пацијенти са вирусом хумане имунодефицијенције (ХИВ/АИДС).
- особе са раком на хемотерапији
- особе који узимају велике дозе кортикостероида
- особе са аутоимуним поремећајима (лупус, мултипла склероза и други)
- болесници са хематолошким (крвним) поремећајима
- особе са трансплантацијом коштане сржи
- пушачи дувана

Поред тога, на пад имунитет могу утицати и бројна стања срца или плућа:
- цистична фиброза
- астма
- хронична опструктивна плућна болест (ХОБП)
- емфизем
- бронхиектазије
- неконтролисана шећерна болест

## Клиничка слика
У клиничкој слици ГУП најчешћи симптоми слични онима код вирусних или бактеријских инфекција плућа:
- грозница
- језа
- кашаљ са густим, обојеним флегмонозним секретом
- кратак дах
- бол при дисању или кашљању
- мучнина и/или повраћање
- пролив

Старост болесника може играти важну улогу у врсти и тежини симптома код људи са гљивичном упалом плућа, па тако:
Код старијих особа - симптоми гљивичне упале плућа су најчешће благи. Међути код тежих  стање ГУП може довести до менталне конфузије, што захтева хитну медицинску помоћ.
Одојчад и мала деца - са овим стањем могу имати потешкоће у храњењу, бледу боју коже, потешкоће са дисањем (гроктање или звецкање при дисању), млохав изглед, смањено измокравање и нервозу.  

## Врсте
Постоји неколико врста гљивичне упале плућа, код којих се у великој мери слажу, симптоми, или минимално варирају међу појединим ГУП у односу на врсту (сој) гљивице која изазива инфекцију.

### Пнеумоцистична упала плућа
Пнеумоцистичну упалу плућа изазива гљивице Pneumocystis jirovecii  сличне квасцу.
Клиничку слику пнеумоцистичне упале плућа карактерише јак сув кашаљ, грозница и болови у грудима. Обично утиче на оне са рањивим имунолошким системом, као што су пацијенти са раком и они са ХИВ-ом, или болесници који су имали трансплантацију коштане сржи или узимају високе дозе кортикостероида.
С обзиром да се ова гљивична упала плућа најчешће јавља код већ веома болесних, имунокомпромитованих особа, ово стање може бити тешко излечиво. Лечење се заснива на оралним лекови или дневним интравенозним  ињекција током три недеље. 
Иако се исходи болести побољшавају, ова врста упале плућа је и даље главни узрок смрти међу пацијентима са ХИВ/АИДС-ом.

### Кокцидиоидомикоза
Кокцидиоидомикоза, позната и као долинска грозница настаје као последица излагања спорама гљивица Coccidioides. Оне су присутне у земљи на југозападу САД и деловима Централне Америке и Јужне Америке. Болест обично погађа људе старије од 60 година и оне који су изложени прашњавом окружењу, као што су пољопривредници и грађевински радници.
Симптоми ове гљивичне инфекције су грозница, кашаљ, главобоља, осип и бол у мишићима и зглобовима. Како симптоми опонашају друге болести, то дијагнозу чини изазовом.
Исход болести је повољнију него за оне са другом гљивичном упалом плућа. Иако је третман опсежан - траје до шест месеци - већина људи добро реагује на њега и потпуно се опоравља. Дуготрајне инфекције, праћене оштећењем нерава могу се задржати, а нелечени случајеви могу бити опасни.

### Хистоплазмоза
Узрокована гљивицом Histoplasma честој у централним и источним деловима Сједињених Америчких Држава. Хистоплазмоза изазива умор, грозницу и кашаљ, као и друге типичне симптоме упале плућа. ГУП се манифестује три до 17 дана након излагања узрочнику. Многи случајеви се решавају сами, мада у неки случајевима болест може узнапредовали и постати озбиљна.  У најгорим случајевима, инфекције се шире из плућа у друге делове тела, као што су кичмена мождина и мозак.
Трајање терапије — узимање лекова — може трајати од три до 12 месеци.
Тешки случајеви ове пнеумоније могу бити смртоносни, а хистоплазмоза има стопу смртности од око 4% шест месеци након хоспитализације.

### Криптокококом изазвана упала плућа
Ова пнеумонија је последица изложености гљивици Cryptococcus neoformans, која се у природном окружењу налази у трулом дрвету и птичјем измету. Као и код других инфекција, криптокок се јавља само код људи са већ слабим имунолошким системом, док се већина здравих појединаца може успешно да се одбрани од ове болести.  Као и пнеумоцистична пнеумонија, ова инфекција је некада била главни узрок смрти међу пацијентима са ХИВ/АИДС-ом, иако њена учесталост опада како се терапије побољшавају.
Типични симптоми ГУП прате случајеве криптококне инфекције. Ако се не лечи, може напредовати до инфекције мозга или кичмене мождине која се зове криптококни менингитис.
Антифунгални лекови за ово стање се узимају најмање шест месеци, а смртност се процењује на око 12%.

### Аспергилоза
Међу најраспрострањенијим гљивама које се преносе ваздухом је Aspergillus, буђ која се налази у многим затвореним и отвореним окружењима. Настала инфекција, аспергилоза, често се добија у болничком окружењу код пацијената са тешком имунодефицијенцијом. Овај тип, заједно са криптококном пнеумонијом и неким другим, повезан је са случајевима ХИВ/АИДС-а у касној фази.
Поред симптома упале плућа, ова врста инфекције може узроковати да у плућима нарасту масе познате као „гљивичне куглице“ (аспергиломи). Такође се може проширити на друге органе.
Док се блажи облици аспергилозе лако лече лековима, тешки случајеви могу бити опасни. 
Пошто су оболели људи са ослабљеним имунитетом, ово стање може постати смртоносно. На пример, једногодишња стопа преживљавања за оне са овим стањем након трансплантације органа је око 59%.

## Дијагноза
Дијагноза се обично поставља на основу недавне болесникове здравствене историје (као што је операција, прехлада или изложеност путовању), клиничке слике,  физичког прегледа и добунских тестова. За потврду дијагнозе могу се користити тестови наведени у дољој табели.
| Тест/метода                | Опис теста/методе |
| -------------------------- | --- |
| Снимак грудног коша        | Овај тест прави слике унутрашњих ткива, костију и органа, укључујући плућа. |
| Тестови крви               | Овај тест се може користити да се види да ли је инфекција присутна и да ли се евентуално проширила у крвоток (хемокултуре). Тестирање гаса у артеријској крви проверава количину кисеоника у болесниковом крвотоку. |
| Култура спутума            | Овај тест се ради на материјалу који се искашљава из плућа и улази у уста. Често се користи да се види да ли постоји инфекција у плућима. |
| Пулс оксиметрија           | Оксиметар је мали апарат који мери количину кисеоника у крви. Мали сензор се залепи или фиксира на прст. Када је апарат укључен, на сензору се може видети мало црвено светло, а на дисплеју проценат кисоника у крви и вредност пулса. Тест је безболан и црвено светло се не загрева.                                                                     |
| ЦТ скенирање грудног коша  | Ова процедура снимања користи комбинацију рендгенских зрака и компјутерске технологије за формирање оштрих, детаљних хоризонталних или аксијалних слика (које се често називају кришке) тела. ЦТ скенирање показује детаљне слике било ког дела тела, укључујући кости, мишиће, масноћу и органе. ЦТ скенирање је детаљније од обичних рендгенских снимака. |
| Бронхоскопија              | Ово је директан преглед бронхија (главних дисајних путева плућа) помоћу флексибилне цеви (која се зове бронхоскоп). Помаже у процени и дијагностици проблема са плућима, процени блокада и узимања узорака ткива и/или течности за тестирање, |
| Култура плеуралне течности | У овом тесту, узорак течности се узима из плеуралног простора. Ово је простор између плућа и зида грудног коша. Дуга, танка игла се убацује кроз кожу између ребара и у плеурални простор. Течност се увлачи у шприц причвршћен за иглу. Шаље се у лабораторију где се тестира да би се открио узрочник који је изазивао упалу плућа.                       |

## Терапија
Гљивична пнеумонија се првенствено лечи антифунгалним лековима. Специфичне дозе и методе примене варирају у зависности од појединачног случаја и врсте инфекције.
| Антимикотик                 | Врсте и индикације |
| --------------------------- | --- |
| Итраконазол                 | Од класе антифунгалних лекова који се називају триазоли, итраконазол је најчешћи лек индикован за бластомикозу, хистоплазмозу и аспергилозу. Доступан под именом Споралак, узима се као орална каплета или течност.                                                           |
| Флуконазол                  | Овај триазол, са трговачким именом Дифлуцан, не користи се само за лечење криптококне инфекције и грознице, већ је индикован и за спречавање гљивичне упале плућа код пацијената са ХИВ/АИДС-ом или трансплантацијом органа. Овај лек се узима у облику таблета или путем ИВ. |
| Други триазоли              | Могу се прописати и други лекови ове класе, као што су Вфенд или Вфенд 4 (вориконазол), Нокафил (посаконазол) или Кресемба (исавуконазол) за аспергилозу. |
| Ињекција амфотерицина Б     | Од друге класе антимикотика званих полиени, ови лекови са маркама Абелцет и Амбисоме се узимају интравенозно дневно у тешким случајевима гљивичне упале плућа. |
| Триметоприм/сулфаметоксазол | Комбинација ових антибиотика, који се продају под називима Бактрим, Септра и Котрим, често је индикована у случајевима пнеумоцистичне пнеумоније. |
| Ехинокандини                | Инфекције аспергилусом се могу лечити овом класом лекова, који делују директно на гљивице, спречавајући њихово ширење. Могу се прописати три врсте: каспофунгин, микафунгин и анидулафунгин.                                                                                  |

У тешким случајевима може се наручити терапија кисеоником за враћање нивоа кисеоника и вежбе дисања за омекшавање слузи и јачање плућа.
Генерално, трајање лечења гљивичне упале плућа може трајати до годину дана.
У веома узнапредовалим случајевима криптокока, долинске грознице и аспергилозе, гљивичне израслине које се називају мицетоми могу се формирати у плућима и треба их хируршки уклонити.  Овај деликатан посао се предузима само ако претходне терапије нису дале резултате.

## Превенција
Спречавање гљивичних инфекција повезаних са здравственом заштитом и смтра се саставним  делом неге пацијената и њиховог збрињавања. Постоје брфојне смернице  за спречавање и контролу гљиивичних инфекција у здравственим установама, код пружаоце услуга, менаџере и особље што омогућава пацијенатима и њиховим породица да сазнају више о гљивичним инфекцијама и могућим ризицима. јер информисање може помоћи да се заштите адекватно од утицаја гљивица и одмах препознају знаке и симптоме ГУП.
| Превентиве мере                                | Опис |
| ---------------------------------------------- | --- |
| Вежбање животних навике које промовишу здравље | Свака особа може подржати своје опште здравље и имунолошку функцију тако што ће јести здраву храну која задовољава нутритивне потребе, избегавати или ограничавати унос супстанци као што су дуван и алкохол, упражњавати сталну физички активна и довољно спавати.20 20                                                |
| Контрола здравља                               | Редовни здравствени прегледи и препоручене вакцинације такође могу помоћи сваком појединцу да остане здрав. |
| Избегавање излагања гљивицама                  | Ако је могуже, треболо би избегавати места на којима живе гљиве које могу изазвати упалу плућа. Када то није могуће (на пример, на послу или у природи), требало би предузмите мере предострожности као што је ношење одговарајуће заштитне опреме (попут маске или респиратора) и одеће која у потпуности покриватело. |